# Cadulus sofiae
Cadulus sofiae är en blötdjursart som beskrevs av Victor Scarabino 1995. Cadulus sofiae ingår i släktet Cadulus och familjen Gadilidae. Inga underarter finns listade i Catalogue of Life.